# Anna Marno
Anna Marno (Steamboat Springs, 23 novembre 1992) è un'ex sciatrice alpina statunitense.

## Biografia
Anna Marno ha debuttato in gare FIS il 15 dicembre 2007 giungendo 17ª in un supergigante tenutosi a Winter Park negli Stati Uniti. Sullo stesso tracciato il 2 dicembre 2008 ha esordito in Nor-Am Cup in slalom speciale, giungendo 44ª.
Nel 2010 ha esordito in Coppa Europa, senza qualificarsi per la seconda manche dello slalom gigante disputato il 25 gennaio a Crans-Montana, e ha colto il primo podio in Nor-Am Cup, il 16 dicembre a Panorama, classificandosi 2ª nella medesima specialità. Si è aggiudicata il primo successo nel circuito continentale nordamericano il 1º dicembre 2012 nel supergigante disputato a Copper Mountain; il 30 novembre 2013 a Beaver Creek ha esordito in Coppa del Mondo, senza completare il supergigante in programma.

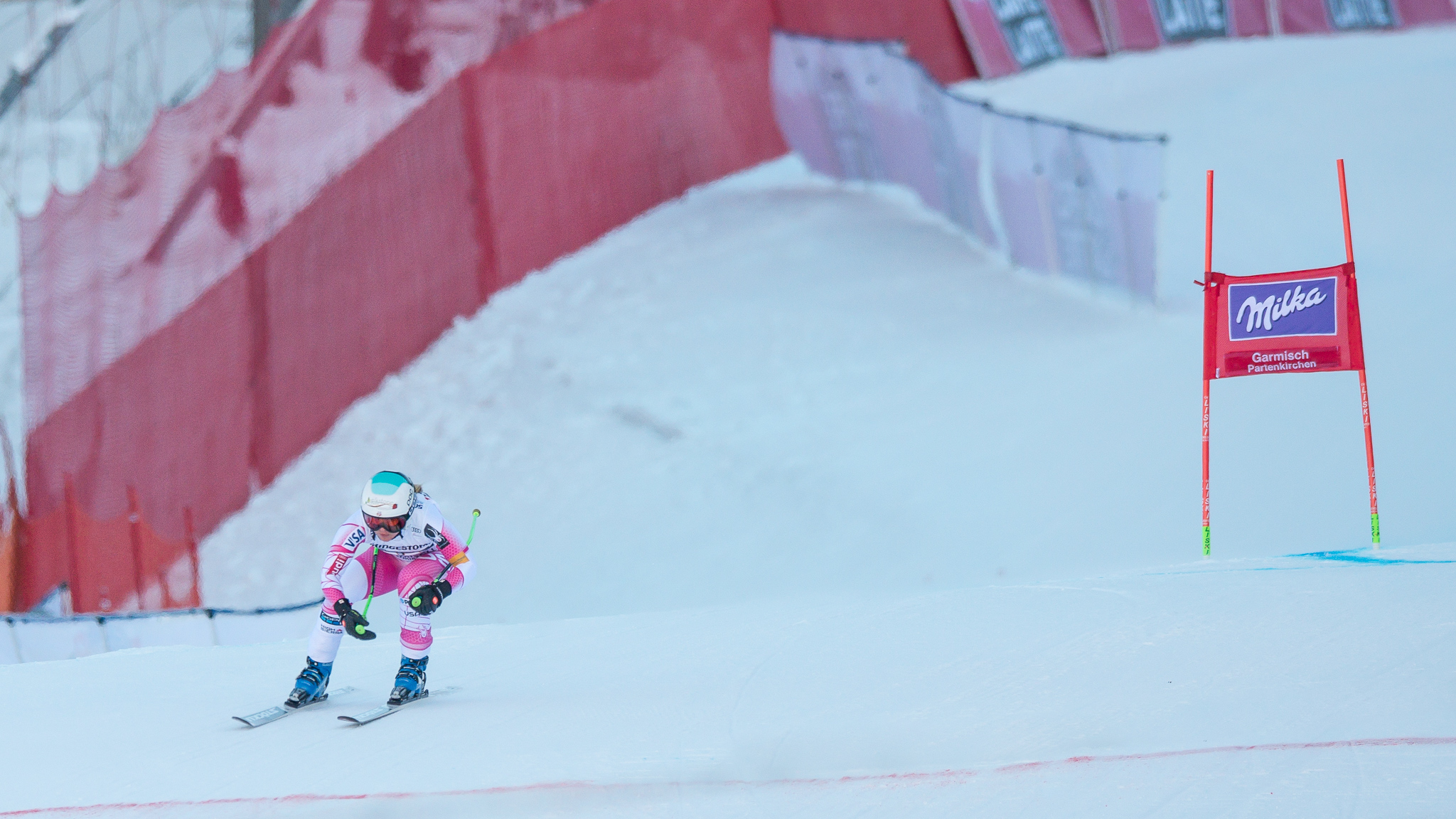
Anna Marno in gara a Garmisch-Partenkirchen nel 2017

Si è ritirata al termine della stagione 2016-2017; la sua ultima gara in Coppa del Mondo è stata il supergigante disputato a Jeongseon il 5 marzo, chiuso al 39º posto, mentre ha l'ultima gara in carriera è stato lo slalom gigante dei Campionati statunitensi 2017, a Sugarloaf il 27 marzo successivo, non completato dalla Marno. In carriera non ha preso parte né a rassegne olimpiche né iridate.

## Palmarès

### Coppa del Mondo
- Miglior piazzamento in classifica generale: 129ª nel 2016

### Nor-Am Cup
- Miglior piazzamento in classifica generale: 4ª nel 2014
- Vincitrice della classifica di supergigante nel 2016
- 19 podi:
  - 3 vittorie
  - 8 secondi posti
  - 8 terzi posti

#### Nor-Am Cup - vittorie
| Data             | Località        | Paese       | Specialità |
| ---------------- | --------------- | ----------- | ---------- |
| 1º dicembre 2012 | Copper Mountain | Stati Uniti | SG         |
| 20 febbraio 2015 | Nakiska         | Canada      | SG         |
| 13 dicembre 2015 | Panorama        | Canada      | SG         |

Legenda:

SG = supergigante

### Campionati statunitensi
- 2 medaglie[1]:
  - 1 oro (supergigante nel 2016)
  - 1 bronzo (discesa libera nel 2013)